# Diagnóstico: asesinato
Diagnóstico: asesinato es una película estadounidense de 1972, dirigida por Blake Edwards, basada en la novela de Michael Crichton A Case of Need (1969).

## Argumento
En un hospital de Boston ocurre un asesinato. Uno de los médicos, Peter, decide ejercer de auténtico detective para investigar las pistas del crimen y tratar de resolverlo, incluso llegando a arriesgar su propia vida.

## Reparto
- Dr. Peter Carey (James Coburn) patólogo que se traslada a Boston para trabajar en un hospital.
- Georgia Hightower (Jennifer O'Neill), colega que Peter conoce en el hospital de Boston y de la que se enamora.

## Otros créditos
- Decoración: Ray Molyneaux
- Maquillaje: Richard Cobos

## Premios y nominaciones
- Nominada a la mejor película en el Edgar de 1972.[1]

## Curiosidades
- La serie de la CBS, Diagnóstico asesinato, Diagnosis: Murder (1993), no es ningún tipo de adaptación de la película o la novela.[2]
- Seudónimos por todas partes: El guion de Harriet Frank Jr., que firma con el seudónimo James P. Bonner, se basa en la novela A Case of Need (1969) de Michael Crichton, novela que este último firmó con el seudónimo de Jeffery Hudson y que le valió el Edgar a la mejor novela.
- La película tiene otro título alternativo por el que también es conocida: Emergency Ward. Además, antes de su estreno, su título (título de trabajo) era el de la novela: A Case of Need.
- La hija del director Jennifer Edwards interpreta un pequeño papel secundario, el de Lydia Barrett.
- Fue rodada en Metrocolor.